# Brè-Aldesago
Brè-Aldesago (fino al 1953 ufficialmente Brè) è un quartiere di 1 067 abitanti del comune svizzero di Lugano, nel Canton Ticino (distretto di Lugano).

## Geografia fisica
Tra i quartieri che si estendono sul Monte Brè, Brè-Aldesago è quello situato più in alto. Comprende i nuclei di Brè e di Aldesago. Confina a sud con i quartieri di Gandria e Castagnola-Cassarate-Ruvigliana, a ovest con i quartieri di Viganello, Cureggia e Pregassona e a nord con il quartiere di Davesco-Soragno. Inoltre confina a est con il comune italiano di Valsolda.

## Storia

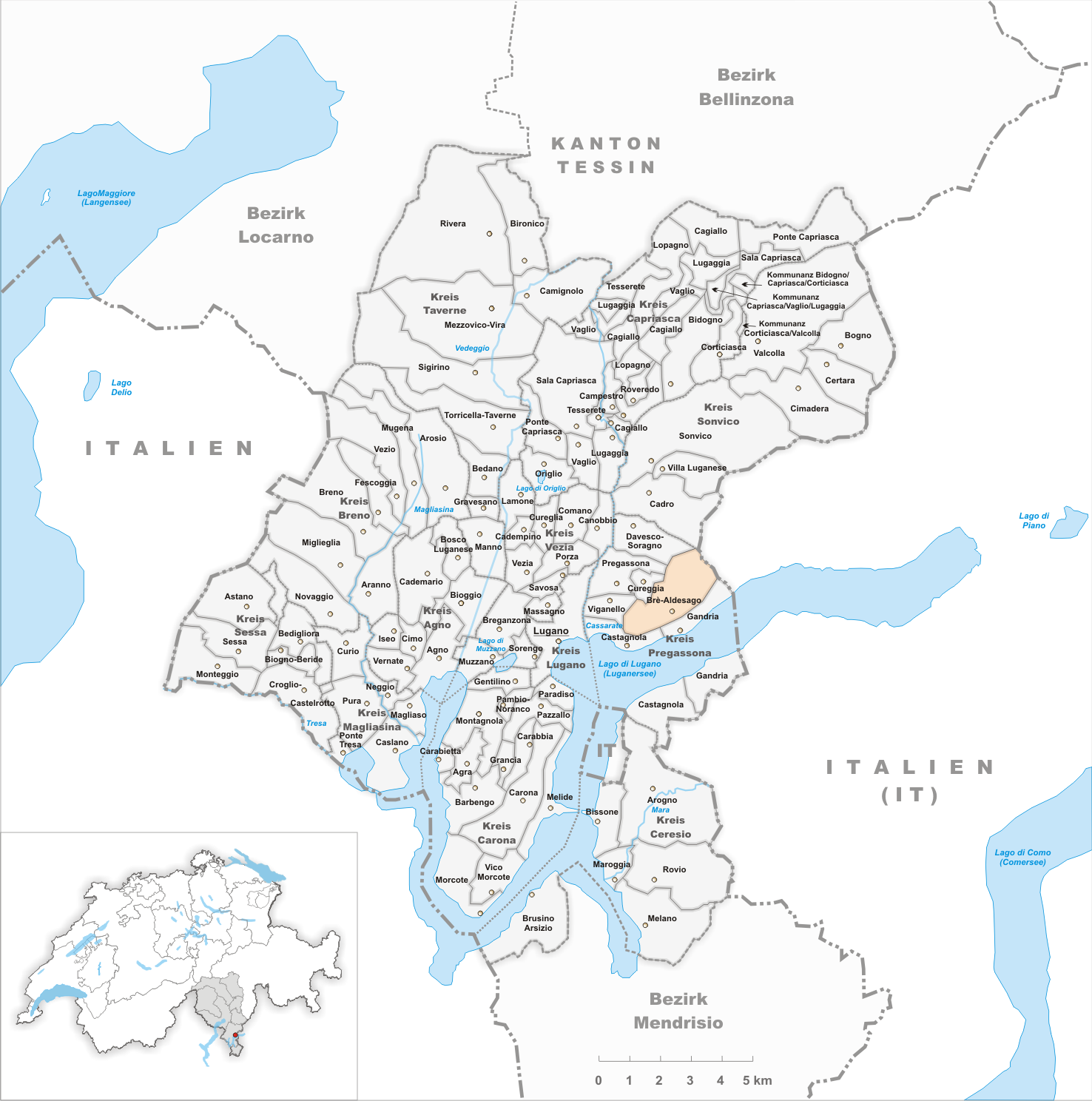
Il territorio del comune di Brè-Aldesago prima degli accorpamenti comunali del 1972

Già comune autonomo, nel 1972 è stato accorpato a Lugano assieme all'altro comune soppresso di Castagnola.

## Monumenti e luoghi d'interesse

### Architetture religiose

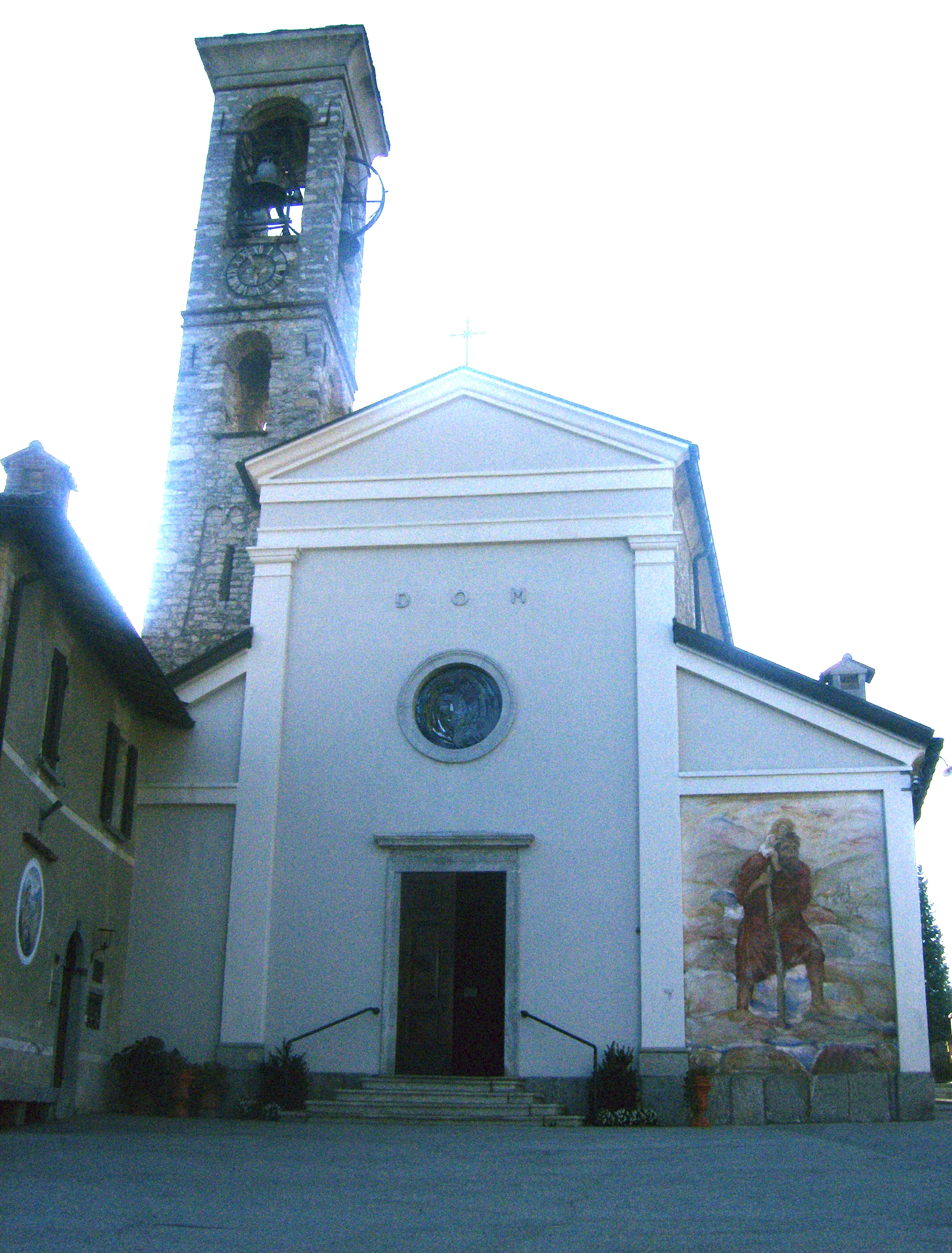
La chiesa parrocchiale dei Santi Simone e Fedele

- Chiesa parrocchiale dei Santi Simone e Fedele, attestata dal 1591[1][2];
- Chiesa del Cuore Immacolato di Maria in località Aldesago[2], eretta nel 1636 e ricostruita nel 1943, con affreschi di Luigi Taddei[senza fonte];
- Oratorio di Santa Maria Assunta, sulla vetta del monte Brè[senza fonte];
- Cimitero con il rilievo La dea della pace e il mosaico L'ultima cena[senza fonte].

### Architetture civili
- Nucleo storico con case rurali ben conservate[3];
- Museo Wilhelm Schmid[3].

## Società

### Evoluzione demografica
L'evoluzione demografica è riportata nella seguente tabella:
Abitanti censiti

## Amministrazione
Ogni famiglia originaria del luogo fa parte del cosiddetto comune patriziale e ha la responsabilità della manutenzione di ogni bene ricadente all'interno dei confini del quartiere.